# ГЕС Клайд
ГЕС Клайд — гідроелектростанція на Південному острові Нової Зеландії. Знаходячись перед ГЕС Roxburgh, становить верхній ступінь каскаду на річці Клута, яка бере початок на східному схилі Південних Альп та тече до впадіння у Тихий океан на східному узбережжі острова за сім десятків кілометрів на південний захід від Данідіна.
У межах проекту річку перекрили бетонною гравітаційною греблею висотою 102 метри (найбільша в своєму типі у Новій Зеландії), довжиною 490 метрів та товщиною від 10 (по гребеню) до 70 (по основі) метрів. Вона утворила водосховище Дунстан з площею поверхні 26,4 км2 та об'ємом 320 млн м3, яке втім має доволі невеликий корисний об'єм через припустиме коливання рівня води в операційному режимі в діапазоні лише один метр — між позначками 193,5 та 194,5 метра НРМ. У той же час, ще з 1958 року вище по сточищу на річці Hawea (ліва притока Клути) працює утворений земляною греблею висотою 32 метри резервуар з площею поверхні 142 км2 та об'ємом 2180 млн м3. Припустиме коливання рівня у цьому озері становить 8 метрів, що, з урахуванням його великої площі, забезпечує значний корисний об'єм.
Пригреблевий машинний зал обладнали чотирма турбінами типу Френсіс одиничною потужністю 120 МВт, які через проектні прорахунки обмежені показником у 108 МВт. При напорі 60 метрів вони забезпечують виробництво 2 млрд кВт-год електроенергії на рік.
Видача продукції відбувається по ЛЕП, розрахованій на роботу під напругою 220 кВ.